# Клау, Крис ван дер
Кристоф Альберт (Крис) ван дер Клау (нидерл. Christoph Albert (Chris) van der Klaauw; 13 августа 1924, Лейден, Нидерланды — 16 марта 2005, Гаага, Нидерланды) — нидерландский политический деятель, министр иностранных дел (1977—1981).

## Биография
В 1953 г. окончил исторический факультет Лейденского университета.
- 1952—1953 гг. — в аппарате посольства в Венгрии,
- 1953—1956 гг. — второй секретарь посольства, затем в аппарате МИД Нидерландов,
- 1956—1959 гг. — второй секретарь посольства в Норвегии,
- 1959—1963 гг. — первый секретарь представительства при НАТО,
- 1966—1970 гг. — консул в Рио-де-Жанейро,
- 1970—1974 гг. — полномочный министр Постоянного представительства при Организации Объединенных Наций в Нью-Йорке,
- 1975—1977 гг. — постоянный представитель при Отделении Организации Объединенных Наций и других международных организациях в Женеве,

октябрь-декабрь 1977 г. — генеральный директор по вопросам общеевропейского сотрудничества Министерства иностранных дел,
- 1977—1981 гг. — Министр иностранных дел Нидерландов. На этом посту регулярно вступал в противоречие с партнерами по коалиции из партии Христианско-демократический призыв по вопросам политики в сфере ядерной безопасности, поставок подводных лодок Тайваню, политике апартеида в ЮАР.
- 1981—1986 гг. — посол в Бельгии,
- 1986—1989 гг. — посол в Португалии.

С 1989 г. в отставке.